# Lețcani
Lețcani est une commune roumaine située dans le județ de Iași.